# 撒旦之乐内阁
撒旦之乐内阁，也称为撒旦之乐 (JoS)， 是一个西方秘契神秘组织，由 安德烈亞·瑪克辛·迪特里希（Andrea Maxine Dietrich）于 2002 年创立。 撒旦之乐内阁提倡「精神撒旦主义」, 一种意识形态，综合了有神論撒旦教，深奥纳粹主义，诺斯替异教，西方秘契主义，不明飞行物阴谋论和外星信仰，类似于撒迦利亚·西琴和大卫·艾克。
成员相信撒旦是「人类真正的父亲和创造主」，他的愿望是让他的创造物人类通过知识和理解来提升自己。
他们的反犹太主义信仰引起了重大争议。

## 定义
撒旦之乐内阁的方向——「精神撒旦主义」——被学者们普遍认为是西方秘契的一种形式 。它以一种深奥的观念拥抱拉维撒旦主义，与安东·拉维理想化的唯物主义和肉欲观念形成鲜明对比。他们与撒旦之间的关系也被宗教研究教授克里斯多福·帕裏奇描述为「基于个人或神秘关系的深奥转变计划的核心」。

## 历史
2000年代初，瑪克辛·迪特里希开始筹备创建撒旦之乐内阁。玛克辛·迪特里希建立了一种撒旦意识形态，它将自己表现为拉維撒旦教的深奥形式，但通过从古代近东、吠陀经文和异教中建立其撒旦基础，并且认为犹太教/亚伯拉罕的撒旦概念只是一种反应主义。 

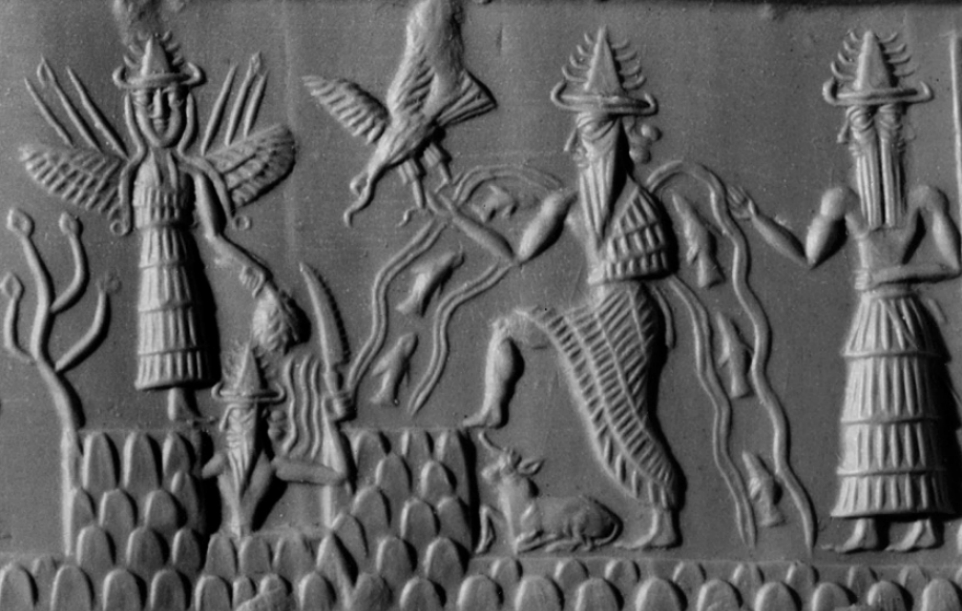
古代泥板是许多古代宇航员理论家和历史学家的基础。这枚阿达印章描绘了地下水和智慧之神 埃亚 (苏美尔神恩基), 他的大臣（首席部长）艾西穆德, 中间是太阳神沙玛什（苏美尔神乌图）和左边的长翼女神伊什塔尔（苏美尔神伊南娜）。

从撒迦利亚·西琴(Zechariah Sichin)的研究中，瑪克辛·迪特里希得出了高级外星种族之间古代冲突的理论，并将这些理论纳入她的意识形态；她得出的结论是，犹太人和亚伯拉罕宗教是敌对的外来种族的产物，它们污蔑了异教及其异教神（JoS将其视为恶魔）。通过这种重新解释，撒旦之乐重新创建了安东·拉维的巴弗滅印記，该印記将包含楔形文字而不是希伯来语字母（在楔形文字中拼出「撒旦」，而不是希伯来语中的「利维坦」），归因于苏美尔人早期使用五芒星。这些综合理论，除了对猶太神秘主義的蔑视之外，还引发了宗教组织的重大争议。
撒旦之乐内阁正式成立于2004年。
尽管存在严重争议，撒旦之乐在近代和当代有神论撒旦教潮流中仍然保持着一定程度的受欢迎程度和重要性。2006年6月30日，JoS的创始人据称发现自己成为汽车爆炸未遂的目标。塔尔萨拆弹小组注意到车下有电线伸出后，被派往沃尔玛超级中心拆除爆炸装置。報業公司塔尔萨世界报道了这一事件，但不久之后所有文章都从网站上删除。

## 信仰

### 外星人
撒旦之乐提出了各种外星理论，其中一些来自古代太空人的作者撒迦利亚·西琴。JoS相信撒旦和召喚術的恶魔是有感知力和强大的外星生物，负责创造人类，其起源远早于亚伯拉罕宗教。他们也被称为希伯来圣经中的拿非利人（Nephilim） 。
根据宗教社会学家馬西莫·英卓維涅（Massimo Introvigne）的说法，「瑪克辛·迪特里希从这些理论中得出了开明的外星人与可怕的外星爬蟲人之间殊死斗争的想法。」

### 人类的起源
我希望我所有的追随者都能团结一致，以免那些外界人战胜他们。现在，所有遵从我的诫命和教导的人，你们必须拒绝外界人的所有教义和说辞。
撒旦之乐内阁相信，恩基是善良的外星人之一，他们认为恩基就是撒旦本人，是他与他的盟友通过先进的基因工程技术创造了人类。撒旦之乐认为，撒旦最突出的创造物是北欧-雅利安人种。他们宣称，敌对爬虫人通过将自己的去氧核醣核酸与半动物人形生物的去氧核醣核酸相结合，创造了自己的种族，也就是后来被称为犹太人的种族。
撒旦之乐内阁的理论是，在一万年前仁慈的造物主外星人离开地球后，敌对爬虫人的代理人创建了自己的宗教，即亚伯拉罕宗教，这随后导致了异教神祇的下台和诽谤（参见巫術崇拜假說）。他们声称这些宗教通过给善良的外星人贴上「魔鬼」的标签来诽谤他们，并通过他们的教义在人类内部制造恐怖气氛（例如谴责性行为），以便更好地编程和控制人类。然而，他们声称撒旦并没有放弃人类，相信他已经在《撒旦黑书》中揭示了自己（雅兹迪黑皮書）。

### 神学
撒旦之乐内阁拥有多神信仰体系，他们认为召喚術恶魔真实存在，并将撒旦视为他们的主要统治者。撒旦和一些恶魔也被视为古代文化中的许多异教神的不同名字，例如撒旦被认为是苏美尔神恩基和雅兹迪天使梅莱克陶斯。虽然JoS将撒旦视为神灵，但他们也认为这些神灵是高度进化的、有感知力的、强大的、不会衰老的类人外星生物。

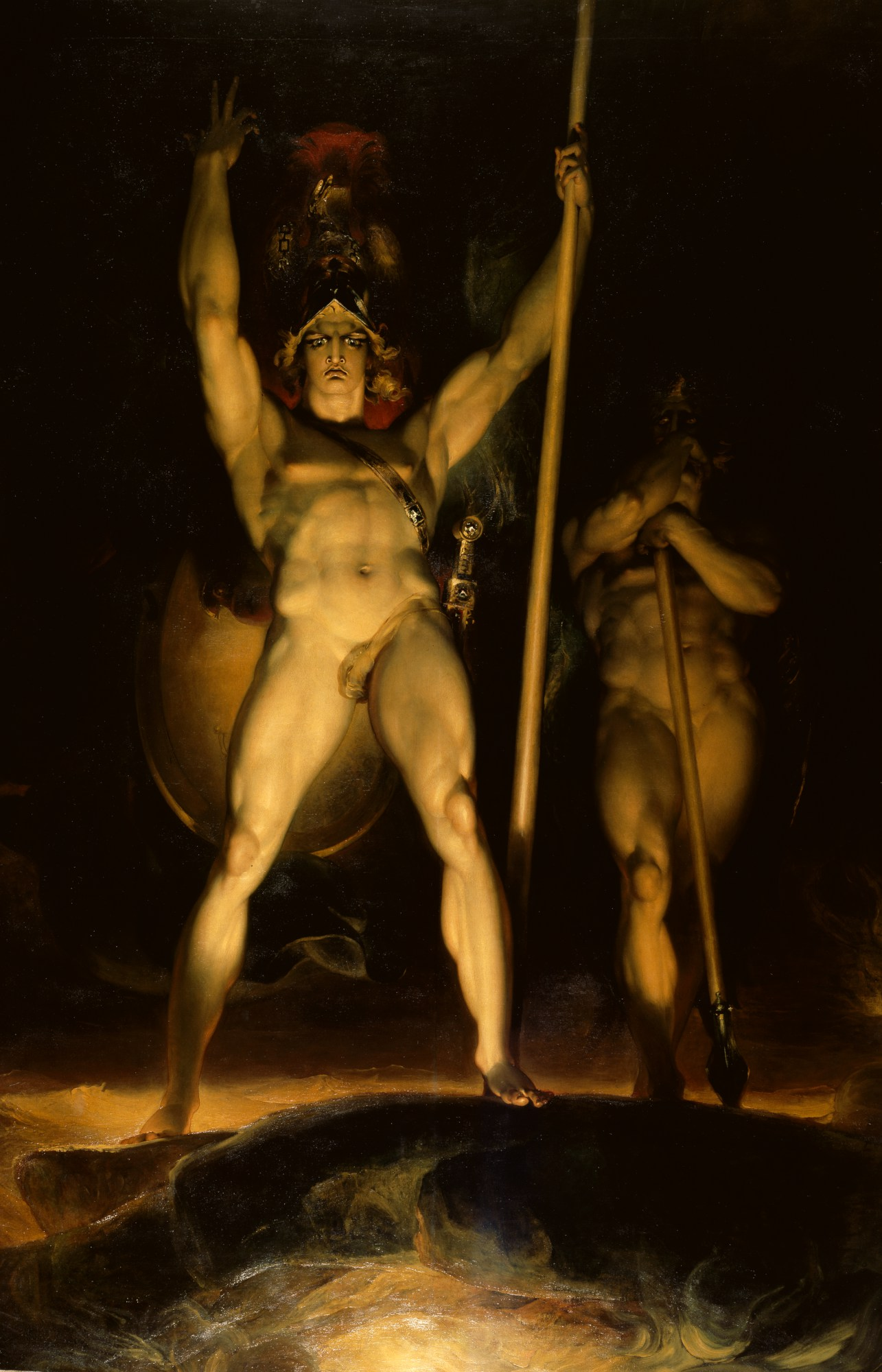
撒旦召唤他的军团，由托马斯·劳伦斯（Thomas Lawrence）描绘，他是弥尔顿（Milton）的《失乐园》第一卷第 330 行的主题，“醒来，崛起，否则就永远堕落”。

撒旦之乐将撒旦视为重要的神祗，尽管撒旦并不是无所不能、无所不在的神。他们还相信撒旦是力量、权力、正义和自由观念的代表。莉莉丝是该团体的另一位重要神，被认为是「坚强女性的守护神和代表妇女权利的女神」。
虽然撒旦之乐事工结合了拉维的撒旦圣经中的一些撒旦原则，但因特罗维涅（Introvigne）指出，相比之下，拉维的撒旦主义往往更加「理性主义」。在阿斯比约恩·迪伦达尔（Asbjorn Dyrendal）的叙述中，他承认「JoS与拉维撒旦教不同的精神氛围」。阿斯比约恩补充说，虽然拉维能够暗示神秘、神秘力量的存在，同时诉诸无神论观点，他声称这一观点得到了现代科学的支持，但《撒旦之乐》更倾向于使用更简单化、唯灵论的语言。

## 实践
撒旦之乐提倡各种各样的神秘实践，例如提供召唤恶魔实体的方法以及与恶魔签订契约的指导方针。JoS 认为撒旦教实际上是基督教之前人类的真实本质。

### 神秘主义
撒旦之乐内阁的做法可能与其他属于有神论撒旦教和深奥意识形态的团体有相似之处。正如基督教作家和圣经研究员乔什·佩克（Josh Peck）指出的那样，“有神论的撒旦主义参与了阳光下每一个新时代的实践，致力于撒旦和撒旦哲学。” 作为一个例子，他引用了他们使用的占卜方法，如占星术、魔法、尋水術、盧恩字母、透視、前世、松果体和第三眼、脉轮、生物电技术、星体层、咒语、昆达里尼蛇、恍惚，以及自我催眠、香、念力、脑电波和吟诵的方法。
杰斯珀·彼得森（Jesper Petersen）指出，尝试撒旦之乐的冥想练习的练习者可能会发现它们很有用，并补充说，该组织对魔法的使用涵盖了从简单到复杂的技术。这些包括巫术、咒语和各种类型的巫术，所有这些都需要练习者富有想象力地将专门的知识和技术应用于咒语、催眠、治疗和其他类型的魔法或占卜的对象。 他们还提供一系列黑魔法中的神秘技术。

### 仪式
根据杰斯珀·彼得森的说法，“撒旦之乐提出的仪式非常简单，并不是特别看起来高端，大多数仪式主要由想象练习组成，而不是主流撒旦文化中已知的任何类型仪式。” 他补充说，与普遍的看法相反，他们的仪式过程并不涉及谈判或邪恶的行径，而是围绕与拟人化生物的心灵感应交流，这在各种仪式中往往伴随着近乎欢乐的语气。

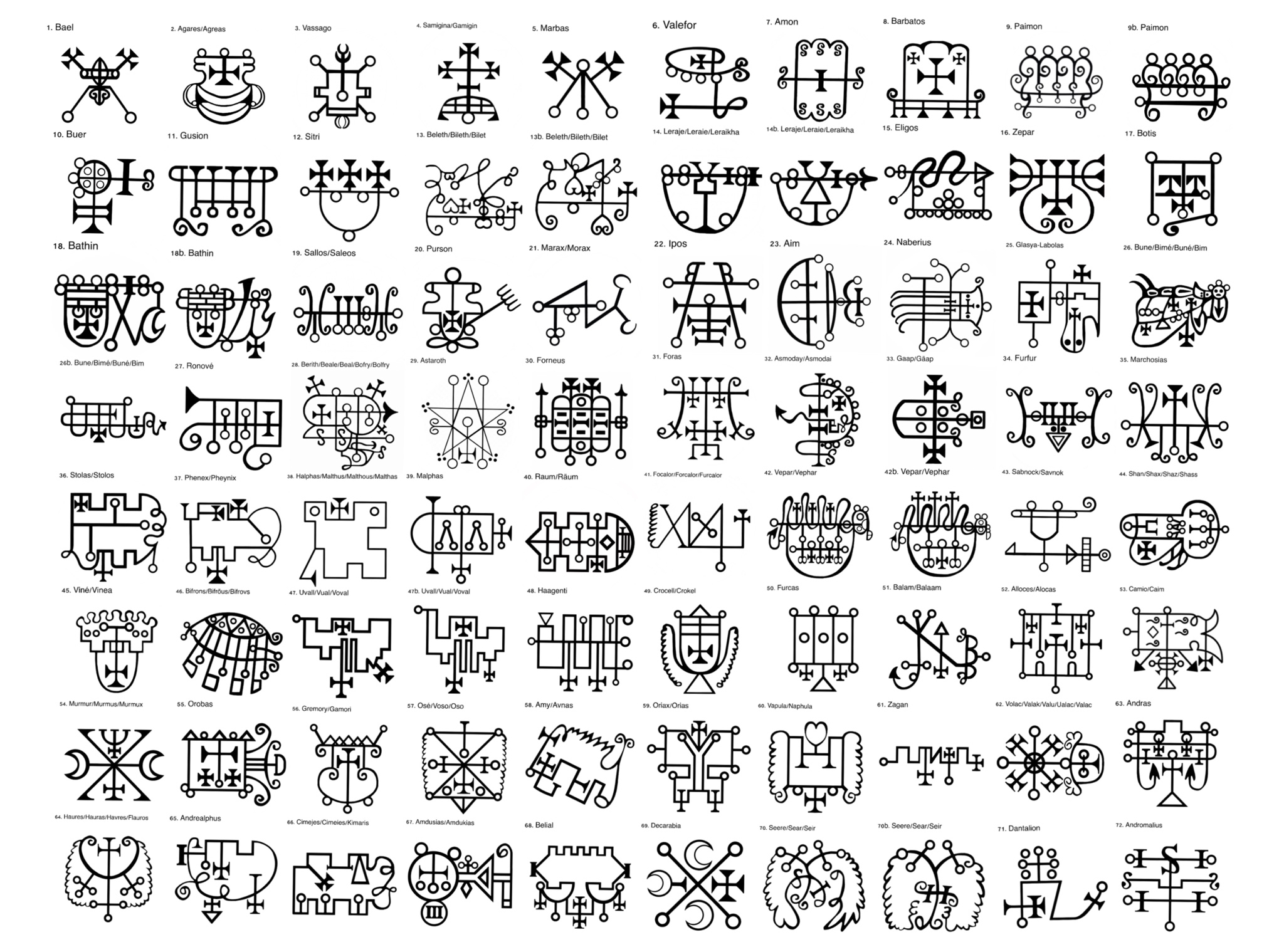
魔法书中的72魔神印记（1904年）

JoS还指出，撒旦理解资金缺乏的情况，与现代基督教会的理想相比，他并不期望信徒拥有昂贵的仪式用品。在讨论黑蜡烛的稀缺性时也使用了类似的表述。入会者一开始以鲜血签署并焚烧的「正式承诺」，以便充分参与撒旦对人类的工作，这意味着灵性知识和个人力量的增长。在标准的奉献仪式中，他们的实践重点被描述为从施加控制转向培养依恋和自我发展。这些仪式并不是强行召唤恶魔，而是旨在促进神秘体验，并以符合修行者所表达的关注点的方式赋予他们权力。他们的「撒旦标准仪式」的核心部分包括向撒旦之父朗读祈祷文并「与撒旦之父进行一对一的交流」，杰斯珀·彼得森（Jesper Petersen）认为这是「对主流撒旦文化中更为传统的仪式活动的惊人突破」。仪式的结构也被认为是相当标准的，在进行适当的准备（沐浴、点燃蜡烛等）之后，仪式开始于敲响钟声并祈求「地狱四王子」。在主要部分中，背诵对撒旦的祈禱，建立一个适合祈祷和交流的链接，练习者在完成他的仪式后，将结束仪式。
著名的有神论撒旦教徒黛安·维拉（Diane Vera）赞扬瑪克辛·迪特里希，评价她的开创性努力是「对旧的、无礼的魔法书方法的巨大改进」。 杰夫·罗兹牧师还表示「他们对恶魔的仪式比大多数版本的恶魔学内容和其他基督教魔法書有更多的尊重」。
撒旦之乐的追随者也可能参加针对那些被认为是「撒旦的敌人」的人的仪式，这被称为「精神戰爭」。